# Politică internă

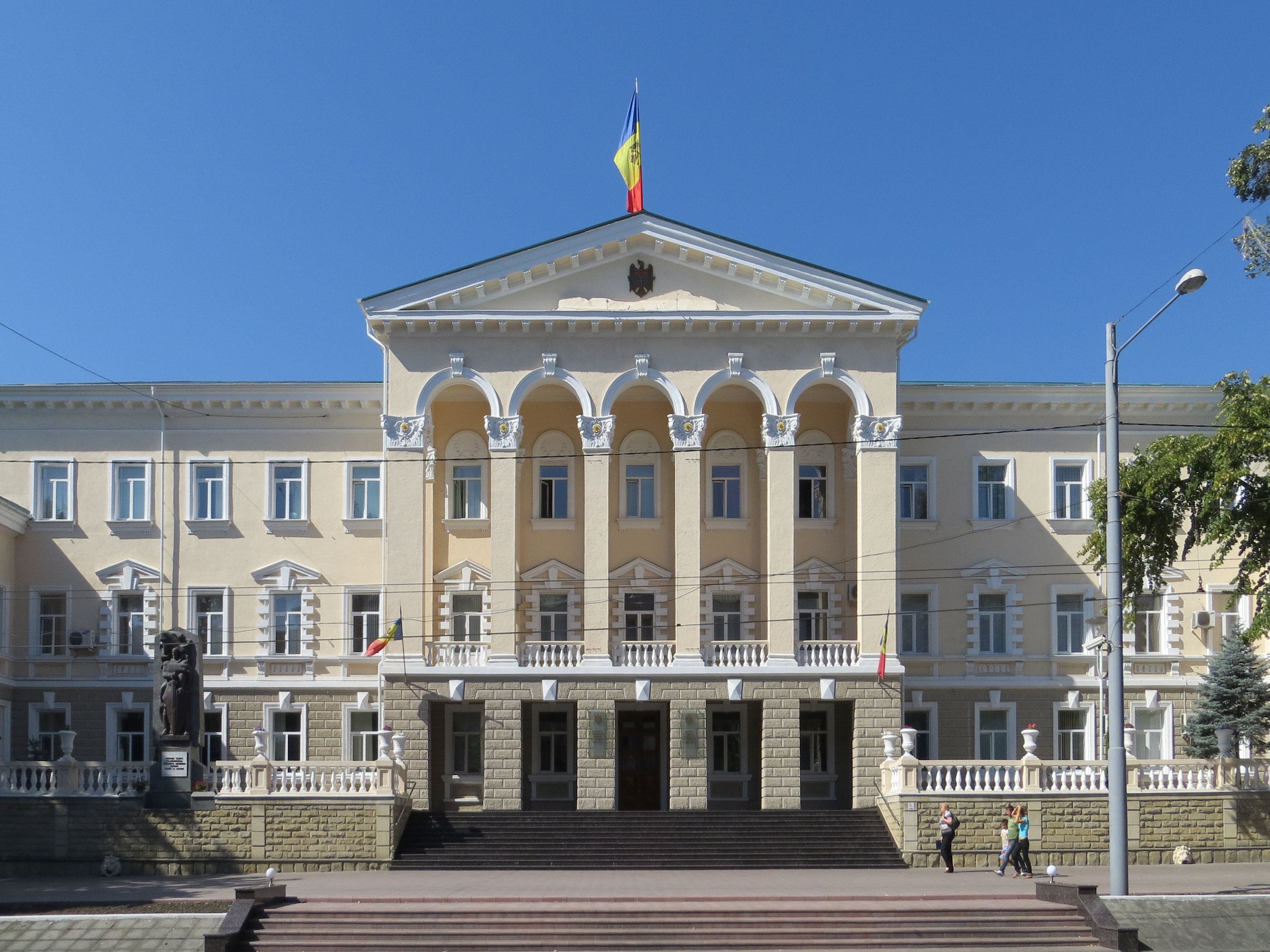
Palatul Ministerului Afacerilor Interne al Republicii Moldova, Chișinău

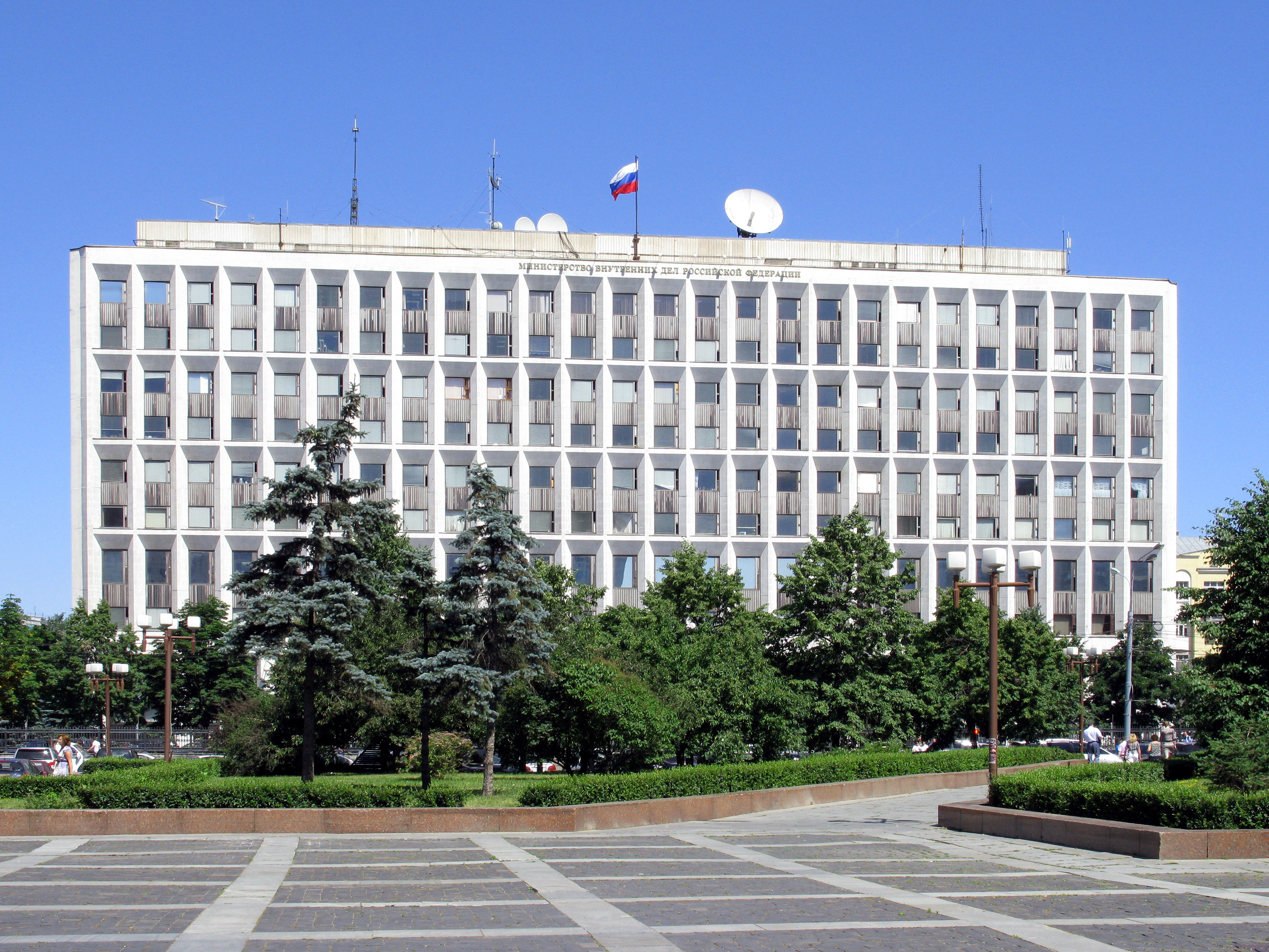
Ministerul Afacerilor Interne (Moscova, Rusia)

Politica internă este un tip de politică publică care supraveghează deciziile administrative direct legate de toate problemele și activitățile din interiorul granițelor unui stat. Aceasta diferă de politica externă, care se referă la modalitățile prin care un guvern își promovează interesele în exteriorul granițelor.
Politica internă acoperă o gamă largă de domenii:
- Afaceri
- Aplicarea legii
- Asistență medicală
- Asistență socială
- Bani și impozite
- Drepturi
- Educație
- Energie
- Libertăți personale
- Resurse naturale

## Implementare
Forma de guvernare a oricărui stat determină în mare măsură modul în care este formulată și implementată politica sa internă. În cadrul guvernelor autoritare, un grup aflat la conducere își poate urmări obiectivele de politică internă fără contribuția sau consimțământul poporului guvernat. Însă în societățile democratice parlamentare, voința cetățenilor are o influență mult mai mare. Cele mai multe țări bogate și democratice, de exemplu investesc sume considerabile de bani pentru programele interne. Multe țări sărace întâmpină dificultăți în alocarea resurselor în domenii importante precum educația și sănătatea.
Într-o democrație, proiectarea politicii interne este influențată de diferiți factori:
- Liderii aleși sunt responsabili pentru inițierea și implementarea politicilor.
- Organismele legislative dezbat, modifică și aprobă legile care formează politica internă.
- Agențiile guvernamentale specializate sunt responsabile cu elaborarea detaliilor tehnice și implementarea politicilor în domeniile specifice.
- Alegătorii, prin votul lor, determină ce indivizi și partide politice ajung la putere și, implicit, stabilesc direcția politicii.
- Mass-media distribuie informații și își exprimă opinii despre problemele interne, influențând convingerile și opiniile publice.
- Lobbyiști și grupurile de interes încearcă să influențeze politicile prin diverse metode, precum donațiile bănești (pentru partide sau candidați), promisiunile de sprijin (în schimbul deciziilor politice), campanii publicitare (pentru conștientizarea publicului) sau demonstrații și proteste (pentru exprimarea publică a nemulțumirilor sau a cererilor).

Eficacitatea politicii interne depinde de birocrația guvernamentală (sistemul de agenții) care pune în aplicare legile și programele. În unele cazuri, birocrațiile acționează lent sau ineficient sau nu reușesc să aplice politicile așa cum au fost prevăzute inițial. În multe țări, instanțele au puterea de revizuire judiciară, care le permite judecătorilor să anuleze orice acțiune legislativă sau executivă pe care o consideră a încălca constituția politicii.

## Domenii

### Politica culturală
Politica culturală se referă la artele și eforturile creative ale unui guvern sau ale cetățenilor săi. Politica culturală a unui stat este utilizată pentru a „canaliza atât creativitatea estetică, cât și modurile de viață colective” printr-un proces birocratic. Politica culturală definește multe dintre aspectele fundamentale ale existenței unei națiuni, cum ar fi limba națională.
Aceste politici pot avea o influență în formarea unei identități naționale, promovarea responsabilităților civice și definirea comportamentului etic. Politica artistică, politica lingvistică, politica sportivă și planificarea muzeelor sunt toate domenii de politică guvernate de politica culturală.

### Politica economică
Politica economică se referă la economia și trezoreria unei țări. Politica monetară guvernează oferta de bani și ratele dobânzilor într-un stat, în timp ce politica fiscală guvernează modul în care statul strânge fonduri și decide cum sunt cheltuite acestea. Națiunile dezvoltate au o bancă centrală care reglementează politica monetară semi-independent de actorii politici.
Politica fiscală, reglementarea, sistemele monetare, dreptul corporativ, lucrările publice, dreptul concurenței, politica veniturilor, politica alimentară, politica energetică și administrarea resurselor naturale sunt toate domenii de politică guvernate de politica economică.

### Politica socială
Politica socială se referă la bunăstarea societății și la răspunsul la provocările societale.
Drepturile civile și politice, politica educațională, politica în domeniul drogurilor, politica de sănătate, politica locuințelor și securitatea publică sunt toate domenii de politică guvernate de politica socială.